# IAPX 432
Intel iAPX 432 Micromainframe — первый 32-разрядный микропроцессор из семейства микропроцессоров компании Intel, анонсированый в 1981 году. 
Аббревиатура iAPX, являющаяся префиксом к номеру модели, означает intel Advanced Processor architecture, где «X» происходит от греческой буквы Хи.

## Вычислительная модель
Относится к семейству стековых VLSI-процессоров. Каждая команда может содержать несколько команд и стековых операндов. То есть выполнение одной команды может приводить к решению целой формулы и т. п. 

## Система команд
Система команд микропроцессора поддерживала работу со сложными структурами данных, что давало возможность сократить объём программного кода операционной системы (по сравнению с объёмом кода для процессоров с другой системой команд).

## Вычислительная система
Система на основе iAPX-432 представляла собой комплект из пяти БИС:
- устройство управления процессором (43201): вычисление адресов, предварительная обработка команд, выборка операндов из памяти,
- исполнительное устройство (43202): исполнение команд. Устройство управления и исполнительное устройство связаны 16-разрядной шиной команд.
- интерфейсный процессор (43203): канал ввода-вывода,
- шинный интерфейсный блок (43204): буферизация шин адреса и данных, обработка сигналов прерываний, арбитраж шины,
- контроллер памяти (43205): управление системой памяти, исправление ошибок запоминающего устройства.

В iAPX-432 использовался пакетный режим работы процессора с памятью, при котором процессор формирует пакет запросов  (адрес, число байтов, описатель типа обращения), а система памяти отвечает передачей пакета данных. Такой режим имеет преимущества при построении многопроцессорных систем.
Максимальный объём адресуемой памяти, сегментированной по 64 байта, составлял 240 байтов, а режимы адресации были спроектированы для поддержки языка Ада.

## История проекта
Разработка проекта начата в 1975 году. 
iAPX 432 должен был быть основным из процессоров Intel в 1980-х годах, аппаратно реализуя такие функции, как многозадачность и управление памятью.
Однако, разработка была чрезвычайно сложной по сравнению с основным направлением процессоров, настолько сложной, что инженеры Intel были неспособны перенести её в эффективную реализацию, используя полупроводниковые технологии того времени. В результате микропроцессор получился очень медленным и дорогим, поэтому планы Intel о замене архитектуры x86 на iAPX 432 так и не осуществились.